# Bistum Lindisfarne
Das Bistum Lindisfarne (lat.: Dioecesis Lindisfarnensis) war eine im heutigen Vereinigten Königreich gelegene römisch-katholische Diözese mit Sitz auf der Insel Lindisfarne.

## Geschichte
Das Bistum Lindisfarne wurde im Jahre 635 durch den heiligen Aidan errichtet. Zur gleichen Zeit entstand das Kloster Lindisfarne. Im Jahre 664 wurde der Bischofssitz durch Wilfrid nach York verlegt. Nach der Verbannung Wilfrids aus Northumbria durch König Ecgfrith wurde das Bistum Lindisfarne im Jahre 678 durch den Erzbischof von Canterbury, Theodor von Tarsus, wiedererrichtet. Der berühmteste Bischof war Cuthbert von Lindisfarne 685–687.
Im Jahre 875 flohen die Mönche des Klosters Lindisfarne vor den Dänen. Infolgedessen residierten die Bischöfe von Lindisfarne ab 882 in Chester-le-Street. Der Bischofssitz wurde im Jahre 995 nach Durham verlegt und der Titel wurde in Bischof von Durham geändert.
Das Bistum Lindisfarne war dem Erzbistum York als Suffraganbistum unterstellt.
1970 wurde das Bistum Lindisfarne als Titularbistum wiedererrichtet.